# Имнлор
Имнлор  (также Имн-Лор) — крупное озеро в Нижневартовском районе Ханты-Мансийского автономного округа России, в 12 километрах к северо-западу от города Покачи, в междуречье рек Аган и Ватьёган. Принадлежит бассейну реки Аган. Входит в Имнлорскую группу озёр, являясь крупнейшим из них (другие озёра — Яхльклор, Вырастоу, Егуръеганлор, Нелымгунлор, Тайкалово).
Площадь зеркала 60,8 км², площадь водосбора — 148 км². Общая длина 13,3 км, максимальная ширина 5 км, урез воды на отметке 64 м. Берега заболоченные, извилистые, низкие, не превышающие 0,5-0,8 м над уровнем водной поверхности, местами поросшие редколесьем. .
В озеро впадает несколько незначительных речек и ручьёв. Из озера на востоке вытекает река Имиёган, впадающая в Аган.
В районе Имнлора ведётся нефтедобыча. К восточной части озера примыкает Северо-Покачёвское нефтяное месторождение, разрабатываемое компанией Лукойл. В связи с этим от города Покачи к озеру проложена автодорога с твердым бетонным и асфальтовым покрытием.